# Брежан
Брежан (порт. Brejão) — муниципалитет в Бразилии, входит в штат Пернамбуку. Составная часть мезорегиона Сельскохозяйственный район штата Пернамбуку. Входит в экономико-статистический микрорегион Гараньюнс.